# Джордж Тенет
Джордж Джон Тенет (англ. George John Tenet; нар. 5 січня 1953, Квінз, Нью-Йорк) — американський професор, дипломат і колишній директор ЦРУ (1997–2004).

## Життєпис
Тенет походить з родини грецьких іммігрантів з південної Албанії. Він вивчав міжнародну політику у Джорджтаунському та Колумбійському університетах. Після роботи в американському Грецькому інституті та Solar Energy Industries Association, він був найнятий радником сенатора Джона Гайнца. У 1992 році він увійшов до команди Білла Клінтона і працював старшим директор з розвідки при Раді національної безпеки з 1993 по 1995.
Одружений, має сина.